# ماري بيركلي
ماري بيركلي (بالإنجليزية: Mary Andray Berkeley) هي منافسة ألعاب القوى بريطانية، ولدت في 3 أكتوبر 1965.

## وصلات خارجية
- ماري بيركلي على موقع الاتحاد الدولي لألعاب القوى (الإنجليزية)
- ماري بيركلي على موقع أوليمبيديا (الإنجليزية)
- ماري بيركلي على موقع اتحاد ألعاب الكومنولث (مؤرشف) (الإنجليزية)